# Olga Morozova
Olga Morozova (Ольга Васильевна Морозова), född 22 februari 1949, Moskva, dåvarande Sovjetunionen, är en rysk högerhänt tidigare tennisspelare.

## Tenniskarriären
Olga Morozova deltog i internationella tennistävlingar under perioden 1968-77. Hon vann totalt 20 singel- och 10 dubbeltitlar. Hon vann en Grand Slam (GS)-titel i dubbel och spelade dessutom i 8 GS-finaler, varav 2 i singel, 4 i dubbel och 2 i mixed dubbel.
Olga Morozova och Alexander Metreveli blev 1968 de första tennisspelarna från Sovjetunionen som nådde final i Wimbledonmästerskapen. De förlorade då mixed dubbelfinalen mot det australiska paret Margaret Smith Court/Ken Fletcher i en mycket "tät" match (1-6, 12-14). Två år senare, 1970, nådde de två åter finalen i Wimbledon, denna gång mot Ilie Nastase/Rosie Casals som vann över 3 set.
År 1972 blev Morozova den första sovjetiska kvinnliga tennisspelaren som nådde singelfinal i en av de stora grusturneringarna, Italienska öppna. Hon lyckades inte vinna singeltiteln men vann dubbeltiteln tillsammans med Hunt. Året därpå, 1973, upprepade hon sin dubbelseger, denna gång tillsammans med brittiskan Virginia Wade. Samma år vann hon som första sovjetiska spelare en dubbeltitel i USA (Amerikanska inomhusmästerskapen).
År 1974 blev hennes mest lyckosamma säsong. Hon nådde då singelfinal i GS-turneringarna Franska öppna (förlust mot Chris Evert, 1-6, 2-6) och Wimbledon (förlust mot Evert, 0-6, 4-6). Tillsammans med Evert vann hon dubbeltiteln i franska öppna genom finalseger över C. Chanfreau/K. Ebbinghaus (6-4, 2-6, 6-1). Tidigare på våren hade hon och Evert det året också vunnit dubbeltiteln i italienska öppna.   
Säsongen 1975 nådde hon dubbelfinal i Australiska öppna tillsammans med Margaret Smith Court och senare på våren också dubbelfinalen i Franska öppna tillsammans med amerikanskan Julie Anthony. Hon spelade också dubbelfinal i Wimbledon med Court. Sin sista GS-final spelade hon i september 1976 i US Open med Virginia Wade. 
Olga Morozova deltog i det sovjetiska Fed Cup-laget 1968 och 1978-80. Hon spelade totalt 16 matcher av vilka hon vann 12.

## Spelaren och personen
Olga Morozova var den första kvinnliga tennisspelaren från Sovjetunionen som gjorde en internationell tenniskarriär. Hennes spelstil var särskilt lämpad för dubbel. Hennes volleyspel var av världsklass. 
År 1977 upphörde hon att spela på WTA-touren i samband med att det sovjetiska tennisförbundets ställningstagande mot deltagande i turneringar som inkluderade spelare från Sydafrika. 
Olga Morozova är gift och har ett barn, Katya, som också är en duktig tennisspelare. Olga är utexaminerad gymnastiklärare från ett universitet i Moskva. Hon bor numera i London. Hon har efter tenniskarriären arbetat som tennistränare, först för det Sovjetiska landslaget, från 1991 för brittiska spelare.  

## Grand Slam-titlar
- Franska öppna
  - Dubbel - 1974